# Баскетбол на літніх Олімпійських іграх 2004

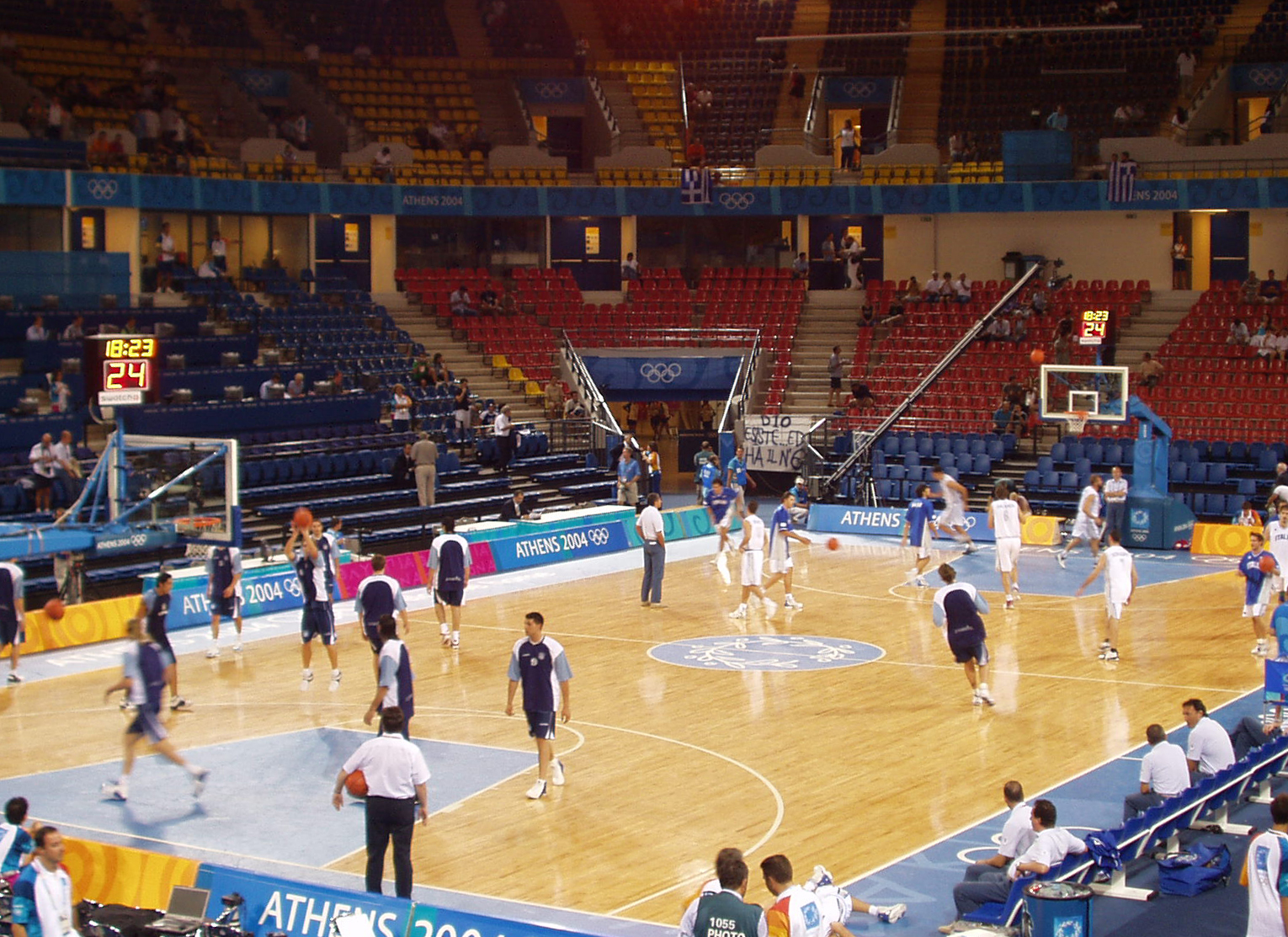

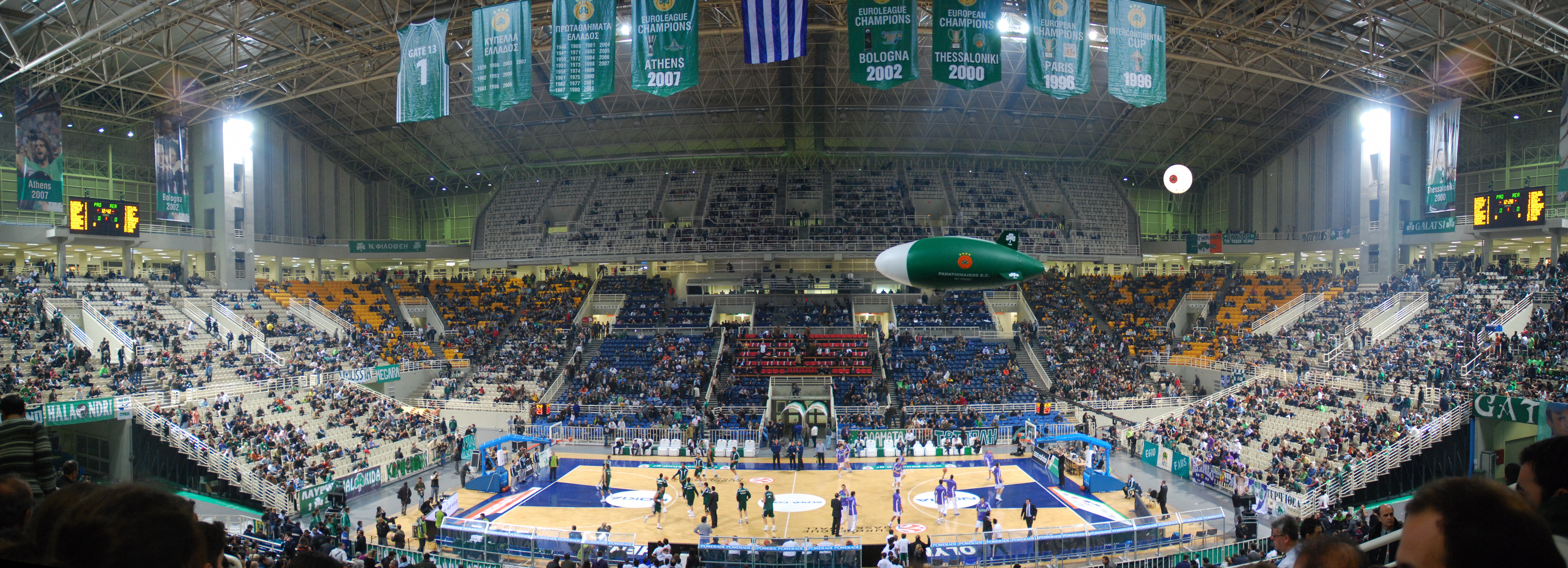
Олімпійська крита зала (Афіни)

Змагання з баскетболу на літніх Олімпійських іграх 2004 в Афінах тривали з 14 до 28 серпня на двох аренах - Олімпійській арені «Елінікон» та в Олімпійській критій залі (вирішальні матчі). Розіграно 2 комплекти нагород — у змаганнях жіночих та чоловічих збірних. У турнірі взяли участь по 12 жіночих та чоловічих команд, розбитих на групи по шість. За підсумками групових турнірів, до чвертьфіналу потрапили по чотири збірні, які розіграли медалі в матчах на вибування.
Головною сенсацією стала поразка чоловічої збірної США у півфіналі від збірної Аргентини (81-89); 29 очок у цьому матчі набрав захисник аргентинців Ману Жинобілі. На попередньому етапі американці теж зазнали нищівної поразки від збірної Пуерто-Ріко (73-92) і поступились литовцям (90-94). Чемпіонами стали аргентинці, які раніше жодного разу не вигравали нагород на Олімпійських іграх, а збірна США вперше з 1992 року, коли команда стала повністю формуватися з гравців НБА, не зуміла здобути олімпійське золото — до початку Олімпіади 2004 року вони здобули 110 перемог і зазнали лише двох поразок (обидва рази від збірної СРСР).

## Медалісти
| Дисципліна | Золото | Срібло | Бронза |
| ---------- | --- | --- | --- |
| Чоловіки   | Аргентина (ARG) Карлос Дельфіно Габріель Фернандес Ману Жинобілі Леонардо Гутьєррес Вальтер Геррманн Алехандро Монтеккія Андрес Носіоні Фабрісіо Оберто Хуан Ігнасіо Санчес Луїс Скола Уго Сконочіні Рубен Волковіскі | Італія (ITA) Роберто К'ячіг Лука Гаррі Деніс Марконато Джакомо Галанда Нікола Радулович Алекс Рігетті Маттео Соранья Джанлука Базіле Массімо Буллері Джанмарко Поццекко Мікеле М'ян Родольфо Ромбальдоні | США (USA) Аллен Айверсон Стефон Марбері Двейн Вейд Карлос Бузер Кармело Ентоні Леброн Джеймс Емека Окафор Шон Меріон Амаре Стадемайр Тім Данкан Ламар Одом Річард Джефферсон                              |
| Жінки      | США (USA) Шеннон Джонсон Доун Стейлі Сью Берд Шеріл Свупс Рут Райлі Ліза Леслі Таміка Кетчінгс Тіна Томпсон Даяна Торасі Йоланда Ґріффіт Кеті Сміт Свін Кеш                                                           | Австралія (AUS) Аліша Пото Еллісон Транквіллі Сенді Бронделло Пенні Тейлор Сюзі Баткович Тріша Фаллон Крісті Герровер Лора Саммертон Белінда Снелл Наталі Портер Рейчел Спорн Лорен Джексон              | Росія (RUS) Ольга Артешина Оксана Рахматуліна Наталія Водоп'янова Діана Густиліна Олена Баранова Тетяна Щоголєва Ілона Корстін Марія Степанова Марія Калмикова Олена Карпова Ірина Осипова Ганна Архипова |

## Кваліфікація
Кожен національний олімпійський комітет (НОК) міг виставити на регіональні турніри не більш як по одній чоловічій та жіночій збірній з 12-ти гравців. Чинні олімпійські чемпіони та країна-господарка клаліфікувалися автоматично. Путівки на чоловічий та жіночий турніри здобули переможці 5-ти континентальних першостей. Решту путівок серед чоловіків одержали другі та треті медалісти першостей Європи та Америки, а також срібні призери чемпіонату Океанії. Додаткові путівки серед жінок здобули другі та треті медалісти першостей Європи та Азії, а також срібні призери чемпіонату Океанії.

### Баскетбол — чоловіки
| Африка | Америка                   | Азія | Європа               | Австралія й Океанія     | Автоматично кваліфікувалися                                      |
| ------ | ------------------------- | ---- | -------------------- | ----------------------- | ---------------------------------------------------------------- |
| Ангола | США Аргентина Пуерто-Рико | КНР  | Литва Іспанія Італія | Австралія Нова Зеландія | Сербія та Чорногорія – чемпіони світу Греція – країна-господарка |

### Баскетбол — жінки
| Африка  | Америка  | Азія                      | Європа              | Австралія й Океанія     | Автоматично кваліфікувалися                      |
| ------- | -------- | ------------------------- | ------------------- | ----------------------- | ------------------------------------------------ |
| Нігерія | Бразилія | КНР Японія Південна Корея | Росія Чехія Іспанія | Австралія Нова Зеландія | США – чемпіонки світу Греція – країна-господарка |

## Формат змагань
- Дванадцять команд поділено на дві групи по 6 у кожній.
- Команди, що посіли перші чотири місця у групах, потрапляють до плей-оф.
- Команди, що посіли п'яті місця у групах, посідають 9-10-те місця на турнірі. Вище місце посідає та команда, що має кращі показники.
- Команди, які посіли шості місця у групах, посідають 11-12-те місця на турнірі. Вище місце посідає команда, що має кращі показники.
- Чвертьфінальні пари формуються за такою схемою: A1 – B4, A2 – B3, A3 – B2, A4 – B1.
  - Команди, що програли у чвертьфіналах, посідають 5-8-ме місця на турнірі, відповідно до показаних на груповому етапі результатів.
- Команди, які перемогли у півфіналах, грають у фіналі, а ті, що програли, грають у матчі за 3-тє місце.

## Збірні

### Чоловіки
В чоловічому турнірі 12 збірних було розбито на дві групи.
| Група A: - Аргентина - КНР - Італія - Нова Зеландія - Сербія та Чорногорія - Іспанія | Група B: - Ангола - Австралія - Греція - Литва - Пуерто-Рико - США |

### Жінки
В жіночому турнірі 12 збірних було розбито на дві групи.
| Група A: - Австралія (AUS) - Бразилія (BRA) - Греція (GRE) - Японія (JPN) - Нігерія (NGR) - Росія (RUS) | Група B: - Китай (CHN) - Чехія (CZE) - Нова Зеландія (NZL) - Південна Корея (KOR) - Іспанія (ESP) - США (USA) |

## Чоловічий турнір

### Попередній раунд
По чотири найкращі збірні з кожної групи потрапили до чвертьфіналів.

#### Група A
Баскетбол на літніх Олімпійських іграх 2004 — чоловічий турнір
| 15 серпня 11:15 |  | Італія | 71–69 | Нова Зеландія |  | Відкрита арена «Елінікон», Афіни |

| 15 серпня 14:30 |  | КНР | 58–83 | Іспанія |  | Відкрита арена «Елінікон», Афіни |

| 15 серпня 16:45 |  | Аргентина | 83–82 | Сербія та Чорногорія |  | Відкрита арена «Елінікон» |

| 17 серпня 9:00 |  | Нова Зеландія | 62–69 | КНР |  | Відкрита арена «Елінікон», Афіни |

| 17 серпня 16:45 |  | Сербія та Чорногорія | 74–72 | Італія |  | Відкрита арена «Елінікон», Афіни |

| 17 серпня 20:00 |  | Іспанія | 87–76 | Аргентина |  | Відкрита арена «Елінікон», Афіни |

| 19 серпня 9:00 |  | Сербія та Чорногорія | 87–90 | Нова Зеландія |  | Відкрита арена «Елінікон», Афіни |

| 19 серпня 11:15 |  | Італія | 63–71 | Іспанія |  | Відкрита арена «Елінікон» |

| 19 серпня 20:00 |  | Аргентина | 82–57 | КНР |  | Відкрита арена «Елінікон», Афіни |

| 21 серпня 11:15 |  | Іспанія | 76–68 | Сербія та Чорногорія |  | Відкрита арена «Елінікон», Афіни |

| 21 серпня 14:30 |  | Нова Зеландія | 94–98 | Аргентина |  | Відкрита арена «Елінікон», Афіни |

| 21 серпня 16:45 |  | КНР | 52–89 | Італія |  | Відкрита арена «Елінікон», Афіни |

| 23 серпня 9:00 |  | Іспанія | 88–84 | Нова Зеландія |  | Відкрита арена «Елінікон», Афіни |

| 23 серпня 16:45 |  | Сербія та Чорногорія | 66–67 | КНР |  | Відкрита арена «Елінікон», Афіни |

| 23 серпня 20:00 |  | Італія | 76–75 | Аргентина |  | Відкрита арена «Елінікон», Афіни |

#### Група B
Баскетбол на літніх Олімпійських іграх 2004 — чоловічий турнір
| 15 серпня 9:00 |  | Ангола | 73–78 | Литва |  | Відкрита арена «Елінікон», Афіни |

| 15 серпня 20:00 |  | Пуерто-Рико | 92–73 | США |  | Відкрита арена «Елінікон», Афіни |

| 15 серпня 22:15 |  | Греція | 76–54 | Австралія |  | Відкрита арена «Елінікон», Афіни |

| 17 серпня 11:15 |  | Австралія | 83–59 | Ангола |  | Відкрита арена «Елінікон», Афіни |

| 17 серпня 14:30 |  | Литва | 98–90 | Пуерто-Рико |  | Відкрита арена «Елінікон», Афіни |

| 17 серпня 22:15 |  | США | 77–71 | Греція |  | Відкрита арена «Елінікон», Афіни |

| 19 серпня 14:30 |  | США | 89–79 | Австралія |  | Відкрита арена «Елінікон», Афіни |

| 19 серпня 16:45 |  | Пуерто-Рико | 83–80 | Ангола |  | Відкрита арена «Елінікон», Афіни |

| 19 серпня 22:15 |  | Греція | 76–98 | Литва |  | Відкрита арена «Елінікон», Афіни |

| 21 серпня 9:00 |  | Австралія | 82–87 | Пуерто-Рико |  | Відкрита арена «Елінікон», Афіни |

| 21 серпня 20:00 |  | Литва | 94–90 | США |  | Відкрита арена «Елінікон», Афіни |

| 21 серпня 22:15 |  | Ангола | 56–88 | Греція |  | Відкрита арена «Елінікон», Афіни |

| 23 серпня 11:15 |  | Литва | 100–85 | Австралія |  | Відкрита арена «Елінікон», Афіни |

| 23 серпня 14:30 |  | США | 89–53 | Ангола |  | Відкрита арена «Елінікон», Афіни |

| 23 серпня 22:15 |  | Греція | 78–58 | Пуерто-Рико |  | Відкрита арена «Елінікон», Афіни |

### Стадія матчів на вибування
|  | Чвертьфінали (26 серпня) | Чвертьфінали (26 серпня) | Чвертьфінали (26 серпня) |        |           | Півфінали (27 серпня) | Півфінали (27 серпня) | Півфінали (27 серпня) |                     |                     | Фінал (28 серпня)   | Фінал (28 серпня)   | Фінал (28 серпня) |
|  |                          |                          |                          |        |           |                       |                       |                       |                     |                     |                     |                     |                   |
|  | A1                       | Іспанія                  | 94                       |        |           |                       |                       |                       |                     |                     |                     |                     |                   |
|  | B4                       | США                      | 102                      |        |           |                       |                       |                       |                     |                     |                     |                     |                   |
|  | B4                       | США                      | 102                      |        | B4        | США                   | 81                    |                       |                     |                     |                     |                     |                   |
|  |                          |                          |                          |        | B4        | США                   | 81                    |                       |                     |                     |                     |                     |                   |
|  |                          | A3                       | Аргентина                | 89     |           |                       |                       |                       |                     |                     |                     |                     |                   |
|  | A3                       | A3                       | Аргентина                | 89     | Аргентина | 69                    |                       |                       |                     |                     |                     |                     |                   |
|  | A3                       |                          |                          |        | Аргентина | 69                    |                       |                       |                     |                     |                     |                     |                   |
|  | B2                       | Греція                   | 64                       |        |           |                       |                       |                       |                     |                     |                     |                     |                   |
|  |                          |                          |                          |        |           |                       |                       |                       |                     |                     | A3                  | Аргентина           | 84                |
|  |                          |                          | A2                       | Італія | 69        |                       |                       |                       |                     |                     |                     |                     |                   |
|  | B1                       | Литва                    | 95                       |        |           |                       |                       |                       |                     |                     |                     |                     |                   |
|  | A4                       | КНР                      | 75                       |        |           |                       |                       |                       |                     |                     |                     |                     |                   |
|  | A4                       | КНР                      | 75                       |        | B1        | Литва                 | 91                    |                       | Матч за третє місце | Матч за третє місце | Матч за третє місце | Матч за третє місце |                   |
|  |                          |                          |                          |        | B1        | Литва                 | 91                    |                       | Матч за третє місце | Матч за третє місце | Матч за третє місце | Матч за третє місце |                   |
|  |                          | A2                       | Італія                   | 100    |           |                       |                       |                       |                     |                     |                     |                     |                   |
|  | A2                       | A2                       | Італія                   | 100    | Італія    | 83                    |                       | B4                    | США                 | 104                 |                     |                     |                   |
|  | A2                       |                          |                          |        | Італія    | 83                    |                       | B4                    | США                 | 104                 |                     |                     |                   |
|  | B3                       | Пуерто-Рико              | 70                       |        |           |                       |                       |                       |                     |                     | B1                  | Литва               | 96                |

### Класифікаційний раунд
| 24 серпня 14:30 | 11-те місце | Сербія та Чорногорія | 85–62 | Ангола |  | Відкрита арена «Елінікон», Афіни |

| 24 серпня 16:45 | 9-те місце | Нова Зеландія | 80–98 | Австралія |  | Відкрита арена «Елінікон», Афіни |

| 28 серпня 9:00 | 7-ме місце | КНР | 76–92 | Іспанія |  | Олімпійська крита зала, Афіни |

| 28 серпня 11:15 | 5-те місце | Пуерто-Рико | 75–85 | Греція |  | Олімпійська крита зала, Афіни |

## Жіночий турнір

### Попередній раунд
По чотири найкращі збірні з кожної групи потрапили до чвертьфіналів.

#### Група A
Баскетбол на літніх Олімпійських іграх 2004 — жіночий турнір
| 14 серпня 9:00 |  | Австралія | 85–73 | Нігерія |  | Відкрита арена «Елінікон», Афіни |

| 14 серпня 16:45 |  | Японія | 62–128 | Бразилія |  | Відкрита арена «Елінікон», Афіни |

| 14 серпня 20:00 |  | Греція | 62–69 | Росія |  | Олімпійська крита зала, Афіни |

| 16 серпня 11:15 |  | Нігерія | 73–79 | Японія |  | Олімпійська крита зала, Афіни |

| 16 серпня 20:00 |  | Бразилія | 87–75 | Греція |  | Відкрита арена «Елінікон», Афіни |

| 16 серпня 22:15 |  | Росія | 56–75 | Австралія |  | Олімпійська крита зала, Афіни |

| 18 серпня 11:15 |  | Японія | 78–97 | Австралія |  | Відкрита арена «Елінікон», Афіни |

| 18 серпня 16:45 |  | Греція | 83–68 | Нігерія |  | Відкрита арена «Елінікон», Афіни |

| 18 серпня 20:00 |  | Бразилія | 67–77 | Росія |  | Олімпійська крита зала, Афіни |

| 20 серпня 9:00 |  | Росія | 94–71 | Японія |  | Олімпійська крита зала, Афіни |

| 20 серпня 20:00 |  | Австралія | 77–40 | Греція |  | Відкрита арена «Елінікон», Афіни |

| 20 серпня 22:15 |  | Нігерія | 63–82 | Бразилія |  | Відкрита арена «Елінікон», Афіни |

| 22 серпня 11:15 |  | Нігерія | 58–93 | Росія |  | Відкрита арена «Елінікон», Афіни |

| 22 серпня 14:30 |  | Бразилія | 66–84 | Австралія |  | Відкрита арена «Елінікон», Афіни |

| 22 серпня 16:45 |  | Греція | 93–91 | Японія |  | Відкрита арена «Елінікон», Афіни |

#### Група B
Баскетбол на літніх Олімпійських іграх 2004 — жіночий турнір
| 14 серпня 11:15 |  | Південна Корея | 54–71 | КНР |  | Відкрита арена «Елінікон», Афіни |

| 14 серпня 14:30 |  | США | 99–47 | Нова Зеландія |  | Відкрита арена «Елінікон», Афіни |

| 14 серпня 22:15 |  | Іспанія | 80–78 | Чехія |  | Відкрита арена «Елінікон», Афіни |

| 16 серпня 9:00 |  | Нова Зеландія | 81–73 | Південна Корея |  | Відкрита арена «Елінікон», Афіни |

| 16 серпня 14:30 |  | Чехія | 61–80 | США |  | Відкрита арена «Елінікон», Афіни |

| 16 серпня 16:45 |  | КНР | 67–75 | Іспанія |  | Відкрита арена «Елінікон», Афіни |

| 18 серпня 9:00 |  | КНР | 83–98 | Чехія |  | Відкрита арена «Елінікон», Афіни |

| 18 серпня 14:30 |  | Південна Корея | 57–80 | США |  | Олімпійська крита зала, Афіни |

| 18 серпня 22:15 |  | Іспанія | 91–57 | Нова Зеландія |  | Відкрита арена «Елінікон», Афіни |

| 20 серпня 11:15 |  | Нова Зеландія | 79–77 | КНР |  | Відкрита арена «Елінікон», Афіни |

| 20 серпня 14:30 |  | США | 71–58 | Іспанія |  | Відкрита арена «Елінікон», Афіни |

| 20 серпня 16:45 |  | Чехія | 97–75 | Південна Корея |  | Відкрита арена «Елінікон», Афіни |

| 22 серпня 9:00 |  | Нова Зеландія | 57–74 | Чехія |  | Відкрита арена «Елінікон», Афіни |

| 22 серпня 20:00 |  | КНР | 62–100 | США |  | Відкрита арена «Елінікон», Афіни |

| 22 серпня 22:15 |  | Іспанія | 64–61 | Південна Корея |  | Відкрита арена «Елінікон», Афіни |

### Стадія матчів на вибування
|  | Чвертьфінали (25 серпня) | Чвертьфінали (25 серпня) | Чвертьфінали (25 серпня) |     |          | Півфінали (27 серпня) | Півфінали (27 серпня) | Півфінали (27 серпня) |                     |                     | Фінал (28 серпня)   | Фінал (28 серпня)   | Фінал (28 серпня) |
|  |                          |                          |                          |     |          |                       |                       |                       |                     |                     |                     |                     |                   |
|  | A1                       | Австралія                | 94                       |     |          |                       |                       |                       |                     |                     |                     |                     |                   |
|  | B4                       | Нова Зеландія            | 55                       |     |          |                       |                       |                       |                     |                     |                     |                     |                   |
|  | B4                       | Нова Зеландія            | 55                       |     | A1       | Австралія             | 88                    |                       |                     |                     |                     |                     |                   |
|  |                          |                          |                          |     | A1       | Австралія             | 88                    |                       |                     |                     |                     |                     |                   |
|  |                          | A3                       | Бразилія                 | 75  |          |                       |                       |                       |                     |                     |                     |                     |                   |
|  | A3                       | A3                       | Бразилія                 | 75  | Бразилія | 67                    |                       |                       |                     |                     |                     |                     |                   |
|  | A3                       |                          |                          |     | Бразилія | 67                    |                       |                       |                     |                     |                     |                     |                   |
|  | B2                       | Іспанія                  | 64                       |     |          |                       |                       |                       |                     |                     |                     |                     |                   |
|  |                          |                          |                          |     |          |                       |                       |                       |                     |                     | A1                  | Австралія           | 63                |
|  |                          |                          | B1                       | США | 74       |                       |                       |                       |                     |                     |                     |                     |                   |
|  | B1                       | США                      | 102                      |     |          |                       |                       |                       |                     |                     |                     |                     |                   |
|  | A4                       | Греція                   | 72                       |     |          |                       |                       |                       |                     |                     |                     |                     |                   |
|  | A4                       | Греція                   | 72                       |     | B1       | США                   | 66                    |                       | Матч за третє місце | Матч за третє місце | Матч за третє місце | Матч за третє місце |                   |
|  |                          |                          |                          |     | B1       | США                   | 66                    |                       | Матч за третє місце | Матч за третє місце | Матч за третє місце | Матч за третє місце |                   |
|  |                          | A2                       | Росія                    | 62  |          |                       |                       |                       |                     |                     |                     |                     |                   |
|  | A2                       | A2                       | Росія                    | 62  | Росія    | 70                    |                       | A3                    | Бразилія            | 62                  |                     |                     |                   |
|  | A2                       |                          |                          |     | Росія    | 70                    |                       | A3                    | Бразилія            | 62                  |                     |                     |                   |
|  | B3                       | Чехія                    | 49                       |     |          |                       |                       |                       |                     |                     | A2                  | Росія               | 71                |

### Класифікаційний раунд
| 24 серпня 9:00 | 11-те місце | Нігерія | 68–64 | Південна Корея |  | Відкрита арена «Елінікон», Афіни |

| 24 серпня 11:15 | 9-те місце | Японія | 63–82 | КНР |  | Відкрита арена «Елінікон», Афіни |

| 27 серпня 9:00 | 7-ме місце | Греція | 87–83 | Нова Зеландія |  | Олімпійська крита зала, Афіни |

| 27 серпня 11:15 | 5-те місце | Чехія | 79–68 | Іспанія |  | Олімпійська крита зала, Афіни |

## Підсумкове положення
| Місце                                   | Чоловіки             | Чоловіки | Чоловіки | Чоловіки | Жінки          | Жінки | Жінки | Жінки |
| Місце                                   | Збірні               | Ігри     | В        | П        | Збірні         | Ігри  | В     | П     |
| --------------------------------------- | -------------------- | -------- | -------- | -------- | -------------- | ----- | ----- | ----- |
| 1                                       | Аргентина            | 8        | 6        | 2        | США            | 8     | 8     | 0     |
| 2                                       | Італія               | 8        | 5        | 3        | Австралія      | 8     | 7     | 1     |
| 3                                       | США                  | 8        | 5        | 3        | Росія          | 8     | 6     | 2     |
| 4-те                                    | Литва                | 8        | 6        | 2        | Бразилія       | 8     | 4     | 4     |
| Програли в чвертьфіналах                |                      |          |          |          |                |       |       |       |
| 5-те                                    | Греція               | 7        | 4        | 3        | Чехія          | 7     | 4     | 3     |
| 6-те                                    | Пуерто-Рико          | 7        | 3        | 4        | Іспанія        | 7     | 4     | 3     |
| 7-ме                                    | Іспанія              | 7        | 6        | 1        | Греція         | 7     | 3     | 4     |
| 8-ме                                    | КНР                  | 7        | 2        | 5        | Нова Зеландія  | 7     | 2     | 5     |
| Посіли 5-ті місця в попередньому раунді |                      |          |          |          |                |       |       |       |
| 9-те                                    | Австралія            | 6        | 2        | 4        | КНР            | 6     | 2     | 4     |
| 10-те                                   | Нова Зеландія        | 6        | 1        | 5        | Японія         | 6     | 1     | 5     |
| Посіли 6-ті місця в попередньому раунді |                      |          |          |          |                |       |       |       |
| 11-те                                   | Сербія та Чорногорія | 6        | 2        | 4        | Нігерія        | 6     | 1     | 5     |
| 12-те                                   | Ангола               | 6        | 0        | 6        | Південна Корея | 6     | 0     | 6     |